# Brittiska mandatet för Mesopotamien

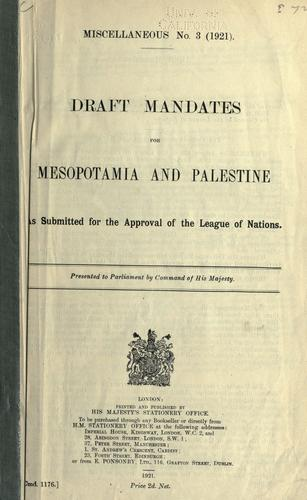
Brittiska regeringens utkast till mandat över Mesopotamien och Palestina.

Brittiska mandatet för Mesopotamien (engelska: Mandate for Mesopotamia; arabiska: الانتداب البريطاني على العراق) var ett planerat NF-mandat som skulle ha delegerat förvaltningen av större delen av före detta Osmanska Mesopotamien till Förenade kungariket Storbritannien och Irland. Grunden till mandatet fastslogs efter San Remokonferensen 1920. Den ursprungliga mandatet blev aldrig verklighet då upproret i Irak 1920 ledde till att britterna istället lät utropa Kungariket Irak, som dock 1924 omvandlades till ett mandatområde under Storbritannien baserat på ett separat, bilateralt alliansfördrag.

## Historia

### Första världskriget
Den brittiske generalen Stanley Maude intog Bagdad i mars 1917 och vid San Remokonferensen 1920 beslutades det att merparten av provinserna i Osmanska Mesopotamien skulle bli ett mandatområde under Nationernas förbund, med den politiska makten i händerna på brittiska ämbetsmän. Enligt det utkast av mandatdokumentet som skulle lämnas in till Nationernas förbund skulle Mesopotamien förvaltas som ett så kallat klass A-mandat. Inom det brittiska utrikesministeriet förespråkades tidigt någon form av självstyrande arabiskt rike i Mellanöstern efter krigets slut, en politisk linje som personifierades av T. E. Lawrence som under kriget hade samarbetat med arabrevoltens rebeller mot turkarna. Britterna borde enligt denna linje endast söka indirekt kontroll över de mesopotamiska provinserna, genom att ge makten till den hashemitiska ätten under Faisal bin Hussein, son till kung Hussein av Hedjaz, och därmed få en vänligt sinnad arabisk bundsförvant. Denna linje förkastades dock av ämbetsmän på Indienministeriet i London som ville att Brittiska imperiet skulle utöva direktkontroll över hela Mesopotamien och snarare ge stöd till en annan arabisk härskare, nämligen Abdulaziz bin Abdulrahman al Saud, den regerande emiren av Nejd. I bakgrunden låg en djupt rotad syn inom Indienministeriet, den brittisk-indiska ämbetsmannakåren och hos vicekungen lord Chelmsford att om man för tydligt tog ställning för hashemiternas eventuella anspråk på kalifatet efter Osmanska rikets sönderfall skulle det underminera lojaliteten hos Brittiska Indiens muslimska befolkning. Även om det var oklart hur mycket de indiska muslimerna faktiskt brydde sig någon maktkamp i Arabien vågade kolonialregeringen i New Delhi inte riskera oroligheter.

### Skrinläggandet av Mesopotamienmandatet
Den brittiske kommissarien i Bagdad, överste Arnold Wilson, var en konservativ imperieförespråkare och motverkade konsekvent försök att låta ett inhemskt självstyre ta plats under de första åren efter kriget. Han menade att den hashemitiska ätten saknade stöd i regionen och vägrade till och med lyda order om att minska stödet till de rivaliserande saudierna, vars parti han tog i strid med beslut från London. För honom var inhemskt självstyre, som var själva tanken med ett klass A-mandat, oacceptabelt och han menade att Storbritannien istället borde annektera Mesopotamien. Händelseutvecklingen härnäst låg dock bortom Wilsons kontroll. I mars 1920 valde en självständighetskongress i Damaskus att kröna Faisal bin Hussein till kung av Syrien och samtidigt utsågs hans yngre bror Abdullah bin Hussein till kung av Irak; den sistnämnde avböjde emellertid vid tillfället att bli kung. London vägrade erkänna Faisals anspråk, särskilt då Damaskus låg i den franska inflytandesfären efter kriget, och inom kort hade Frankrike slagit ner försöket till självständighet och Faisal tvingades lämna Syrien. Den brittiske utrikesministern lord Curzon hade själv hyst tvivel kring Abdullah som möjlig kung av Irak, men kände ett mycket större förtroende för den högaktade Faisal som nu plötsligt var "tillgänglig" efter att ha sparkats ut ur Syrien.
Missnöjet med den brittiska ockupationen eskalerade mot sommaren 1920 till ett fullskaligt uppror. Demonstranter i Bagdad krävde självständighet, det shiamuslimska prästerskapet fördömde den utländska närvaron och nomadstammarna tog till vapen. Detta fick till och med Arnold Wilson att byta åsikt i frågan om att ge makten till Faisal. Upproret slogs ned efter några månader men hade kostat stora summor och krävt över 1 000 brittiska och indiska soldaters liv. För regeringen i London, som redan kämpade med en gigantisk statsskuld efter första världskriget, blev det svårt att motivera annekteringen av en avlägsen region vars befolkning hade rest sig mot både turkar och britter. I England kampanjade flera dagstidningar liksom den socialdemokratiska oppositionen under parollen Quit Mesopotamia ("lämna Mesopotamien") mot att lägga skattemedel och brittiska soldaters liv på kolonial expansionism i Orienten.

### Kungariket Irak som NF-mandat
I augusti 1921 utropades Faisal till kung av Irak med officiellt stöd från London. Detta följdes av 1922 års alliansfördrag, enligt vilket Irak blev ett protektorat under Storbritannien. Iraks diplomatiska status förändrades inte efter att landets första grundlag utfärdades 1924 utan utrikes-, försvars-, finanspolitiken etc. låg helt i händerna på brittiska rådgivare. Förslaget till ett mandat över Mesopotamien lades aldrig fram för ratificering av Nationernas förbunds råd. Rådet beslutade emellertid i september 1924 att det anglo-irakiska alliansfördraget från 1922 skulle utgöra den juridiska grunden för ett NF-mandat enligt artikel 22 i akten om Nationernas förbund. Därmed blev Irak trots det ett mandatområde; Storbritannien underställdes rapporteringsskyldighet till Permanenta mandatkommissionen, dispyter gällande tolkningen av fördragstexten skulle hänskjutas till Fasta mellanfolkliga domstolen och Irak tvingades ge mest gynnad nation-status till alla medlemmar av Nationernas förbund. Först när Irak självt inträdde som fullvärdig medlem av Nationernas förbund skulle mandatet anses vara avslutat vilket skedde i och med Iraks självständighetsförklaring 1932.